# Joseph Ritter von Petzl
Joseph Ritter von Petzl, vollständig Johann Nepomuk Joseph Petzl, (* 26. August 1764 in Lohkirchen; † 7. April 1817 in München) war ein bayerischer katholischer Geistlicher, Mineraloge und Naturforscher.

## Leben
Petzl besuchte zunächst die Gymnasien in Freising und Salzburg und schloss 1781 das (heutige) Wilhelmsgymnasium München ab. Anschließend absolvierte er am angeschlossenen Lyzeum das obligatorische zweijährige Grundstudium (= Philosophie) und wechselte 1783 zum Theologiestudium an die Universität  Ingolstadt, wo er in Theologie promovierte und das Lizenziat erhielt. 1787 wurde er in Freising zum Diözesanpriester geweiht.
Nach Einführung des Malteserordens (Johanniterorden) wurde er dort 1790 in die geistliche Ordensklasse als Diakon oder Kaplan aufgenommen. Er reiste dazu auch zum Hauptsitz des Ordens nach Malta und absolvierte die für den höheren Dienst (Erhalt einer Kommende) vorgeschriebenen Seereisen. In Malta begann er, sich auch eine Conchylien- und Mineraliensammlung zuzulegen, und befasste sich mit architektonischem Zeichnen. 1799 war er wieder in München und übernahm die ihm 1797 verliehene Kommende Möschenfeld mit Sitz in München. 1803 erhielt er die Malteser-Kommende Altötting und leitete im dortigen Wallfahrtsort das Priesterhaus bis zur Aufhebung des Ordens in Bayern 1808.
1802 wurde er ordentliches Mitglied der Königlich Bayerischen Akademie der Wissenschaften in der physikalischen Klasse und unterrichtete ab 1804 im Lyzeum in München als Professor Experimentalphysik und Naturgeschichte. Außerdem unterrichtete er Mineralogie an der Königlichen Generalbergwerks-Administration. 1809 wurde er Kurator der mineralogischen Sammlung der Akademie der Wissenschaften und schrieb einen Katalog des Mineralienkabinetts. 1817 starb er an einem Schlaganfall.
In einem Vortrag vor der Accademia Letteraria di Malta 1794 war er der Erste, der die Fossilien der Insel wissenschaftlich behandelte. Das Manuskript ist in der Bibliothek von Valletta und die erste Seite des Vortrags in der Malta Government Gazette von 1794 abgedruckt. Er geht dort auch auf die Natur der Fossilien ein, die nach ihm noch lebenden Tieren entsprechen (und damit keine Scherze der Natur wären), auch wenn sie heutzutage in weit entfernten Meeren leben würden, und deren Fossilisierung durch eine fossilisierende Flüssigkeit (sugo petrificante), die in die Sedimentporen eindringt, erfolgt. Er bewunderte die Schönheit der in Malta gut erhaltenen Stachelhäuter-Fossilien und erkannte als Erster die Verwandtschaft einiger Fossilien  zu indo-pazifischen Formen (sie stammten aus dem ehemaligen Tethys-Ozean). Der Prozess der Fossilisierung ist nach ihm ein sehr langsamer und die Fossilien würden außerdem die vielen Veränderungen der Erde seit der Sintflut bezeugen.

## Schriften (Auswahl)
- Das Bestreben der Regierung von Baiern zur Verbreitung gemeinnütziger Wissenschaften. München; Lindauer; 1804; 31 S. (Digitalisat)
- Prüfung des Vorurtheiles einiger Studierender wider gewisse Wissenschaften und Sachgegenstände. Abgelesen im hiesigen k. Liceum beim Schluss des Wintersemesters im Studienjahre 1807. (Digitalisat)
- Vorbereitende Oriyktognosie; zum Gebrauch seiner mineralischen Vorlesungen, München 1807 (Digitalisat)
- Ueber den gegenwärtigen Zustand der mineralogischen Sammlungen der königlichen Akademie der Wissenschaften nebst vorhergehender geschichtlicher Darstellung von ihrem Entstehen an bis zum gegenwärtigen Zeitpunkte.  München; Storno; 1814. (Digitalisat)